# Lista de pinturas de Arcângelo Fuschini

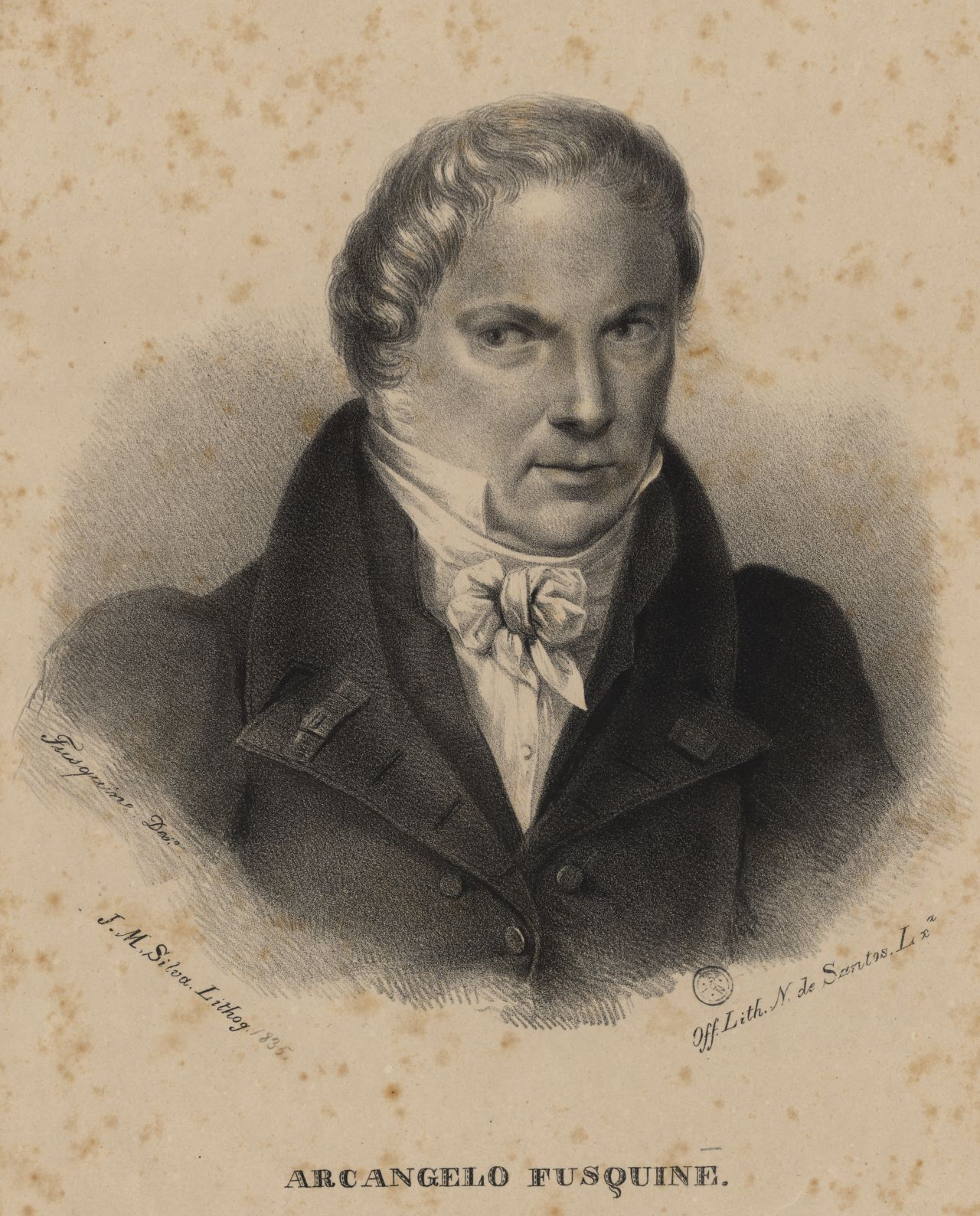
Autorretrato (1835), desenho de Arcângelo Fuschini

Esta é uma lista de pinturas de Arcângelo Fuschini, lista não exaustiva das pinturas deste pintor, mas tão só das que se encontram registadas na Wikidata.
A lista está ordenada pela data da publicação de cada pintura. Como nas outras listas geradas a partir da Wikidata, os dados cuja designação se encontra em itálico apenas têm ficha na Wikidata, não tendo ainda artigo próprio criado na Wikipédia.
Arcângelo Fuschini, nascido em Lisboa tendo pai italiano, aos 13 anos de idade foi estudar na aula do renomado pintor e gravador Joaquim Manuel da Rocha. Em 1788 foi para Roma aperfeiçoar a sua arte, tendo por mestre o pintor Lambrussi e onde se encontrou com os pintores portugueses de maior nomeada Domingos António de Sequeira e José da Cunha Taborda. Regressado a Portugal, foi nomeado, nos fins de 1798, professor de desenho e de pintura do infante D. Pedro Carlos. Depois Domingos Sequeira, então pintor da Casa Real e director das obras de pintura do Paço da Ajuda, juntamente com Francisco Vieira, propôs Fuschini para pintor desse Paço, o que ocorreu em 1803.
| Imagem | Título                                                                                  | Data       | Retrata              | Coleção                                | Descrito em |
| ------ | --------------------------------------------------------------------------------------- | ---------- | -------------------- | -------------------------------------- | ----------- |
|        | Alegoria da Libertação de Portugal do Jugo Francês                                      | 1813       | João VI de Portugal  | Palácio Nacional da Ajuda              |             |
|        | Alegoria à História                                                                     | 1815       |                      | Palácio Nacional da Ajuda              |             |
|        | Alegoria à Arquitectura                                                                 | 1816       |                      | Palácio Nacional da Ajuda              |             |
|        | Alegoria à Escultura                                                                    | 1816       |                      | Palácio Nacional da Ajuda              |             |
|        | Retrato de D. João Carlos Ulrico de Oyenhausen e Almeida, Conde de Oyenhausen           | 1822       |                      | No/unknown value                       |             |
|        | O Feliz Regresso de Sua Majestade Fidelíssima do Rio de Janeiro para a Cidade de Lisboa | 1825       |                      | Palácio Nacional da Ajuda              |             |
|        | Entrega das Chaves a D. Miguel                                                          | 1828       | Miguel I de Portugal | Palácio do Correio-Mor                 |             |
|        | Entrega do Leme a D. Miguel                                                             | 1828       |                      | Palácio Nacional da Ajuda              |             |
|        | Frade Serra                                                                             | século XIX |                      | Museu Nacional Frei Manuel do Cenáculo |             |
|        | Alegoria à Monarquia Lusitana                                                           | século XIX |                      |                                        |             |

∑ 10 items.